# Ctenotus essingtonii
Ctenotus australis (ессінгтонський гребневухий сцинк) — вид сцинкоподібних ящірок родини сцинкових (Scincidae). Ендемік Австралії.

## Поширення і екологія
Ессінгтонські гребневухі сцинки поширені на півночі і північному заході Північної Території, зокрема на островах Тіві та в околицях Порт-Ессінгтона. Вони живуть в рідколіссях, що ростуть на піщаних ґрунтах, а також на відкритих місцевостях. Розмножуються під час сухого сезону.